# 藤原新
藤原 新（ふじわら あらた、1981年9月12日 - ）は、日本の陸上競技長距離走・マラソン元選手、現指導者（スズキAC・男子ヘッドコーチ）。現役時代の所属はJR東日本→フリー→レモシステム→フリー（東京陸上競技協会）→ミキハウス→フリー（富山陸上競技協会）→アキレス（MEDIFOAM）。
男子マラソンの主な実績に、2012年ロンドンオリンピック・2009年世界陸上ベルリン大会各日本代表、2008年・2010年・2012年東京マラソン男子の部各2位、2015年防府読売マラソン優勝など。

## 来歴
長崎県諫早市（旧・西彼杵郡多良見町）出身。1997年3月、諫早市立琴海中学校（旧・多良見町立琴海中学校）卒業。1997年4月、長崎県の駅伝強豪校である県立諫早高等学校に入学し陸上競技部に入部するも、高校在学中に全国高校駅伝競走大会への出場は一度も果たせなかった。
諫早高校卒業後の2000年4月、拓殖大学商学部に入学。拓殖大時代も陸上競技部に所属し、箱根駅伝には第77回（1区10位）と第79回（4区4位）の2回出場している。なお同陸上部の1年後輩には、奇しくものち夏季オリンピック日本代表へ二人共に選出される中本健太郎（安川電機）が所属していた。2004年3月、拓殖大学を卒業。

### 北京オリンピックは補欠代表
2004年4月、同じ拓殖大陸上部所属だった高田千春らと共に東日本旅客鉄道（JR東日本）に入社。八王子支社総務部総務課に勤務しながら、前年創設されたばかりのJR東日本ランニングチームに所属 し、競技活動を行う。5000m走・10000m走などで実績を積むとともに、全日本実業団対抗駅伝（ニューイヤー駅伝）にはチーム初出場の第49回大会（2005年）で1区を任され、その後エース区間に起用されるなどの活躍を見せる。
2007年3月4日の第62回びわ湖毎日マラソンが初マラソン。しかしこのときはレース中に腹痛と足のマメに悩まされて、2時間38分37秒の85位と完走がやっとであった。
2008年2月17日の東京マラソン2008の選考会の部（北京オリンピック男子マラソン日本代表選考レース）に一般参加で2回目のマラソン出場。このときはフルマラソン記録での参加資格（2時間30分以内）を満たさずハーフマラソンの記録で何とか参加資格を得たが、本人曰く「とにかく先頭についていけるところまで行こうと思った」 というレース運びでくらいつく。レース終盤で脹脛が痙攣するアクシデントに何度も見舞われながら、優勝したビクトル・ロスリン（ スイス）に次ぐ日本人トップの第2位でフィニッシュ。自己記録を約30分も更新する、2時間8分40秒のタイムをマークし、一躍北京オリンピックの代表候補に名乗り出た。結果的に世界陸上大阪大会男子マラソンで5位入賞した尾方剛（中国電力）と3番目の争いに惜しくも敗れ、補欠での選出となりオリンピック出場はならなかった。

### 世界陸上ベルリン大会出場
シカゴマラソン出場（16位）を経て、2008年12月7日の第62回福岡国際マラソン（世界陸上ベルリン大会選考レース）に出場。ツェガエ・ケベデ（ エチオピア）、入船敏（カネボウ）に次ぐ3位に入った。この記録が2度目の「サブテン」（2時間10分未満）だったことが評価され、2009年の世界陸上ベルリン大会男子マラソン代表5選手の一人に初めて選出された。本大会では序盤は上位集団に食らいつくも、レース中盤以降で大幅にペースダウンしてしまい、61位の惨敗に終わった。
2010年2月の東京マラソン2010に出場。藤原正和（HONDA・現中央大学陸上部監督）との「藤原」対決に敗れはしたが、2年ぶり2度目の2位でフィニッシュ。同年3月31日を以てJR東日本ランニングチームを退部（JR東日本を退社）、フリーとなる。
同年5月のオタワマラソンに出場。残り1km付近でスパートをかけて抜け出し、そのまま先頭でフィニッシュ、自身念願のマラソン初優勝を大会新記録・コースレコードで飾った。その後、2010年7月1日付で健康食品の製造・販売事業を展開するレモシステムとのスポンサー契約（3年契約）を結ぶ。
2011年10月、7歳年上の一般女性と結婚。妻は富山県の産婦人科医師。同年末、第1子（長女）が誕生したことをきっかけに富山県富山市に住民登録を行う。同年10月31日付で諸事情によりレモシステムとの契約を中途解除。東京陸上競技協会所属として、国立スポーツ科学センターを拠点に母校拓殖大学陸上競技部の練習に参加していた。

### ロンドンオリンピック代表選出・出場
2012年2月5日の香川丸亀国際ハーフマラソン男子の部では総合6位・日本人で2着（日本人首位は高林祐介（トヨタ自動車）の5位・1時間01分31秒）ながらも、1時間01分34秒の自己記録をマークした。同年2月26日、ロンドンオリンピックへの切符を賭け、10度目のマラソンとなる東京マラソン2012に出場。レース中盤から徐々にペースを上げ日本男子トップ争いの先頭に立ち、終盤で前世界記録保持者のハイレ・ゲブレシラシエ（ エチオピア）を抜き、2時間7分48秒の自己ベスト記録で2位（日本人1位）でゴールインした。この成績により、同年3月12日にロンドン五輪男子マラソン日本代表に正式選出され、3月17日には日本陸上競技連盟A指定選手となった。なお3月31日には、ロンドン五輪代表選考に落選した「日本最速市民（公務員）ランナー」の川内優輝（当時・埼玉県庁所属、現・プロランナー） と共に、荒川の土手で合同トレーニングを披露していた。
ロンドン五輪男子マラソン・日本代表選出後の2012年4月9日、自身のマネジメント会社となる『株式会社藤原新』を設立。動画共有サイト『ニコニコ動画』を通じて個人スポンサーを募り、最終的に1050万円の活動資金を得る。5月9日にはミキハウスと所属契約を締結。契約期間は2012年5月～2013年4月までの1年間。
その傍らで藤原は自ら「プロランナー」の肩書きで、マラソン・オリンピック関連のマスメディア（テレビ・ラジオ・新聞・雑誌等）へゲスト出演などでも活動。他多数のスポンサーから多くの資金を集めるも、この行動に対し一部のタブロイド紙などでは「五輪本番で結果を出さないと引っ込みがつかなくなるのでは」「実業団や陸連は内心では快く思っていないはず」等と、藤原の姿勢を揶揄したり疑問視するものがいた。
同年6月29日にロンドン五輪本番に向けて、公式応援歌「風雅～新たなる道へ～」を自身がファンだという→Pia-no-jaC←によって作成された。
2012年8月12日に行われたロンドン五輪男子マラソン本番では、30Km過ぎ辺り迄は8位以内の入賞を狙える好位置についていた。だが、それまでのペースの上げ下げでスタミナ切れ・ガス欠状態を引き起こし、さらに32Km付近で両足脹脛を痙攣させるアクシデントも響き、又してもレース終盤で極端に大きく失速してしまう。なんとか完走こそはしたものの、結局日本人最下位 の45位に終わった。

### ロンドンオリンピック以降
ロンドン五輪の惨敗から3か月半後の12月2日の第66回福岡国際マラソン（世界陸上モスクワ大会選考レース）に急遽エントリー。35Km過ぎで再び両脹脛が攣る影響によりペースダウン、日本人では堀端宏行（旭化成）に次ぐ2着の4位に甘んじた。翌2013年2月、香川丸亀国際ハーフマラソン及び東京マラソン2013に出場予定だったが、同年1月のトレーニング中に左太腿裏を痛めてしまい、両レース共に欠場となった。
2013年9月15日、グレートノースラン（ハーフマラソン・ イギリス）で福岡国際マラソン以来9か月ぶりの公式レースに出場、1時間2分44秒で日本男子トップの4位に。同年9月29日の函館ハーフマラソン男子の部では、ライバル・川内優輝らと競り合う中残り1.5Kmで後続を振り切り、1時間4分19秒で同大会初優勝を果たした。同年12月1日、1年ぶりフル挑戦の第67回福岡国際マラソンに再び川内らと出場、レース前の記者会見では藤原・川内の舌戦バトルが繰り広げられる。しかし16Km付近で先頭集団から遅れ始めた後、20Km手前で歩いてしまい、再び走り出そうとするも20Km過ぎの地点で途中棄権に終わった。
2014年2月23日の東京マラソン2014では、事前にインフルエンザによる練習不足が響き、27Km地点辺りで急激に失速。ゴール手前では日本女子トップで7位の伊藤舞（大塚製薬）にも追い抜かれるなど、結局76位の成績不振だった。同年5月11日の仙台国際ハーフマラソンでは川内優輝（4位）に遠く及ばず1時間5分42秒の19位、翌週5月18日の高橋尚子杯ぎふ清流ハーフマラソンでも川内（11位）から大きく引き離され、1時間10分42秒の53位に終わった。同年7月6日のゴールドコーストマラソンも川内（3位）と共に出走したが、結果15位に留まった。
2015年2月1日の香川丸亀国際ハーフマラソンは1時間3分46秒の57位、同年2月22日の東京マラソン2015も20Km過ぎで集団からズルズル後退し37位 と、依然レースで好結果を残せない状況が続いていた。

### リオオリンピック代表は絶望
一般参加で出場した同年8月30日開催の北海道マラソンでは、ゴール手前までサイラス・ジュイ（ ケニア出身・埼玉陸協）と激しく競り合う中、ゴールタイムは2時間16分台ながら自身5年ぶり2回目のマラソン優勝を達成した。続く11月1日の第1回富山マラソンでも、2時間17分台で通算3回目の優勝を果たし、初代王者となった。さらに自身初出場の防府読売マラソンでは、34Km付近で自らロングスパートで2位の川内優輝らを引き離し、2時間11分台で通算4回目の優勝を達成、フルマラソン3連覇を成し遂げた。
2016年2月7日、香川丸亀国際ハーフマラソン男子の部では総合36位に留まったが、1時間02分57秒のゴールタイムで藤原曰く「75点の出来」と評価。同年8月開催のリオデジャネイロオリンピックへ2大会連続五輪日本代表入りを目指し、2月28日の東京マラソン2016に出場。その東京マラソン本番は29Km地点で第二集団の先頭に立つ場面も有ったが、35km地点を過ぎた後で大失速し44位に終わってしまい、リオ五輪の男子マラソン代表は絶望となった。

### リオオリンピック以降
左膝の怪我などに苦しみ、満足に走れない日々が続く。再起を期して、2017年2月26日の東京マラソン2017（世界陸上ロンドン大会選考レース）へ自身同大会通算8回目の出走に。序盤から日本最高記録を上回るハイペースの先頭集団についていかず自重したが、15Km付近を過ぎた後で早々とペースダウン、結局20Km地点を超えた所で途中棄権に終わった。同年4月16日開催のかすみがうらマラソン（兼国際盲人マラソン）へゲストランナーとして招待され、当初フルの部に出場予定だったが、同マラソン前日の前夜祭で藤原曰く「明日は半分まで走り、中間地点で皆さんを応援します」との事で、結局ゴール完走はしなかった。
2017年10月29日開催の第3回富山マラソン（男子の部）では降雨の悪条件ながらも、藤原自身の持つ大会記録を33秒更新する2大会ぶり2度目（自身のマラソンでは通算5回目）の優勝を果たした。それから4週間後、同年11月26日のつくばマラソン（男子の部）でも2時間18分台ながら当大会初優勝・自身マラソン通算6回目の優勝と成る。12月17日開催の防府読売マラソンへ2年振りにエントリーしていたが、故障再発により欠場を表明。
2018年9月、アキレス（MEDIFOAM）と「開発アドバイザリー」として契約。

## 第一線から引退・指導者として
2019年4月1日、スズキ浜松AC（2020年4月より現・スズキAC）が藤原の長距離走・男子ヘッドコーチ就任を発表。藤原はクラブを通じて「これ迄培ってきたマラソンのノウハウを生かすと共に、学んでいく謙虚な姿勢を忘れず指導にあたりたい」とコメント。また、選手活動については自身のFacebookにて「当面の処『プレイングコーチ』として自らも競技者として続けていくつもりです」と記載するも、マスコミ陣営は「事実上の第一線から引退」と挙って報道された。
翌2020年4月からは、2015年正月に開催された第91回箱根駅伝で、山登りの5区にて当時の区間新記録を樹立、青山学院大学としても箱根駅伝の総合初優勝に貢献した、当時プロランナーの神野大地にマラソン指導も担当していた。

## 自己記録
- 1500m　3分52秒42（2007年5月19日）
- 5000m　13分41秒35（2006年6月13日・ホクレンディスタンスチャレンジ網走大会)
- 10000m 28分41秒05（2009年6月10日・ホクレンディスタンスチャレンジ深川大会)
- 20 km　58分25秒（2012年2月5日・香川丸亀国際ハーフマラソン途中計時）
- ハーフマラソン　1時間01分34秒（2012年2月5日・香川丸亀国際ハーフマラソン）
- マラソン　2時間7分48秒（2012年2月26日・東京マラソン2012）

## マラソン全成績
| 年月           | 大会                       | 順位   | 記録          | 備考                                               |
| -------------- | -------------------------- | ------ | ------------- | -------------------------------------------------- |
| 2007年3月4日   | びわ湖毎日マラソン         | 85位   | 2時間38分37秒 | 初マラソン・世界陸上大阪大会選考レース             |
| 2008年2月17日  | 東京マラソン               | 2位    | 2時間08分40秒 | 北京オリンピック選考レース                         |
| 2008年10月12日 | シカゴマラソン             | 16位   | 2時間23分10秒 |                                                    |
| 2008年12月7日  | 福岡国際マラソン           | 3位    | 2時間09分47秒 | 世界陸上ベルリン大会選考レース                     |
| 2009年8月22日  | 世界陸上ベルリン大会       | 61位   | 2時間31分06秒 | 団体戦日本男子代表銅メダル獲得                     |
| 2010年2月28日  | 東京マラソン               | 2位    | 2時間12分34秒 |                                                    |
| 2010年5月30日  | オタワマラソン             | 優勝   | 2時間09分34秒 | 大会新記録・コースレコード・マラソン初優勝         |
| 2010年11月7日  | ニューヨークシティマラソン | DNF    | 途中棄権      | 37Km付近でリタイア                                 |
| 2011年2月27日  | 東京マラソン               | 57位   | 2時間29分21秒 | 世界陸上大邱大会選考レース                         |
| 2012年2月26日  | 東京マラソン               | 2位    | 2時間07分48秒 | ロンドンオリンピック選考レース・自己ベスト記録     |
| 2012年8月12日  | ロンドンオリンピック       | 45位   | 2時間19分11秒 | 日本男子選手では最下位                             |
| 2012年12月2日  | 福岡国際マラソン           | 4位    | 2時間09分31秒 | 世界陸上モスクワ大会選考レース                     |
| 2013年12月1日  | 福岡国際マラソン           | DNF    | 途中棄権      | 仁川アジア競技大会選考レース・20Km過ぎでリタイア   |
| 2014年2月23日  | 東京マラソン               | 76位   | 2時間30分58秒 | 仁川アジア競技大会選考レース                       |
| 2014年7月6日   | ゴールドコーストマラソン   | 15位   | 2時間25分11秒 |                                                    |
| 2015年2月22日  | 東京マラソン               | 37位   | 2時間19分40秒 | 世界陸上北京大会選考レース                         |
| 2015年8月30日  | 北海道マラソン             | 優勝   | 2時間16分49秒 | マラソン2回目の優勝                                |
| 2015年11月1日  | 富山マラソン               | 優勝   | 2時間17分05秒 | マラソン3回目の優勝                                |
| 2015年12月20日 | 防府読売マラソン           | 優勝   | 2時間11分50秒 | マラソン4回目の優勝                                |
| 2016年2月28日  | 東京マラソン               | 44位   | 2時間20分23秒 | リオデジャネイロオリンピック選考レース             |
| 2016年10月30日 | 富山マラソン               | 12位   | 2時間36分49秒 |                                                    |
| 2017年2月26日  | 東京マラソン               | DNF    | 途中棄権      | 世界陸上ロンドン大会選考レース・20Km過ぎでリタイア |
| 2017年8月27日  | 北海道マラソン             | 67位   | 2時間36分22秒 | MGCシリーズ第1弾（東京オリンピック選考会）         |
| 2017年10月29日 | 富山マラソン               | 優勝   | 2時間16分32秒 | マラソン5回目（当大会2年振り2度目）の優勝          |
| 2017年11月26日 | つくばマラソン             | 優勝   | 2時間18分08秒 | マラソン6回目の優勝                                |
| 2018年10月28日 | 富山マラソン               | 8068位 | 6時間10分08秒 | [ 46 ]                                             |

藤原新のマラソン全成績は好不調の落差が余りにも大きく、藤原本人曰く「野球で例えるならホームランか三振か」のパターンが延々続いていた。特にレース後半以降で上位争いから脱落したら、完全に諦めて急失速してしまうケースが非常に多かった。
東京マラソン2011の本番前、招待選手らの記者会見で瀬古利彦（スポーツ解説者、現DeNA・RC総監督）は直接藤原に対して「マラソンでは良い結果と悪い結果が交互に来るけど、それは一体何故なの？」と質問。すると藤原は「20キロあたりで楽になる瞬間が有ります。それが来れば最後までいけるが、来ないともうゲームオーバーですね」とその理由を回答する。その後、瀬古が呆れた口調で「藤原君、その自分自身で決めつける考え方が悪いんだよ！今度1回飲んでオレが教えてやるから」 と指摘されると、当の藤原を初め周囲の報道陣らも思わず失笑。瀬古の苦言に対して藤原は「珠玉のような、ありがたいお言葉です」と恐縮しきりだった。
2015年は北海道・富山・防府読売でフルマラソン3大会連続優勝を達成、2017年は富山・つくばとマラソン2大会連続で制覇。但し、ゴールタイムはいずれも2時間10分未満の記録に至らず、結果的に現役最後でサブテンをマークしたのは2012年の福岡国際マラソンだった。

### 注記
1. ↑  JR東日本ランニングチームは八王子市に拠点を置いており、メンバーの大半は八王子支社勤務の社員である。
2. ↑  北京オリンピック本番前日の2008年8月23日、大崎悟史（NTT西日本）が故障で出場辞退を表明した[7] が、既に同年7月30日に日本陸連が補欠登録を解除しており、藤原の補欠繰上での出場はならなかった。
3. ↑  川内優輝とのフルマラソン直接対戦は過去7回有り、成績は藤原の4勝3敗。
4. ↑  藤原と同じ拓大陸上部の1年後輩だった、中本健太郎が日本人トップの6位に入賞。ゴール手前で藤原を追い抜いた、山本亮（佐川急便）は40位だった。